# Borup (Køge)
Borup – miasto w Danii, w regionie Zelandia, w gminie Køge. W latach 1970-2006 siedziba gminy Skovbo.